# Collegio di Mid Ulster
Mid Ulster è un collegio elettorale nordirlandese della Camera dei comuni del Parlamento del Regno Unito. Elegge un membro del Parlamento con il sistema maggioritario a turno unico. Il rappresentante del collegio, dal 2024, è Cathal Mallaghan di Sinn Féin.

## Estensione
- 1950–1983: i distretti urbani di Cookstown, Omagh e Strabane, i distretti rurali di Castlederg, Cookstown, Magherafelt e Strabane e parte del distretto rurale di Omagh.
- 1983–1997: il distretto di Cookstown, di Omagh, i ward del distretto di Magherafelt di Ballymaguigan, Draperstown e Lecumpher e i ward del distretto di Castlederg di Clare, Finn, Glenderg, Newtownstewart, Plumbridge, Sion Mills e Victoria Bridge.
- dal 1997: il distretto di Cookstown, di Magherafelt e i ward del distretto di Dungannon di Altmore, Coalisland North, Coalisland South, Coalisland West e Newmills, Donaghmore e Washing Bay.

Il collegio fu creato nel 1950 quando il vecchio Fermanagh and Tyrone fu abolito per far diventare tutti i seggi uninominali. In origine il collegio consisteva principalmente delle parti settentrionale, orientale e occidentale di Tyrone, mentre la parte meridionale era in Fermanagh and South Tyrone. Tra i distretti successivi al 1973, conteneva Omagh e Cookstown e parte di Strabane e Magherafelt.
Con la modifica dei confini proposta nel 1995, il collegio fu diviso in due, e il nome rimase legato alla parte orientale, anche se conteneva solo il 30% del vecchio collegio. La parte occidentale divenne il nucleo del nuovo West Tyrone. Il nuovo Mid Ulster ottenne anche parti da East Londonderry e Fermanagh and South Tyrone, addentrandosi più in profondità nella Contea di Londonderry.

## Storia
In entrambe le sue forme, il Mid Ulster ha visto un precario equilibrio tra unionisti nazionalisti, anche se recentemente i nazionalisti hanno fatto passi avanti e sono divenuti una chiara maggioranza. Molte elezioni hanno visto un candidato di una parte trionfare a causa della dispersione dei voti sui candidati avversari.
Il collegio fu ottenuto inizialmente dal Partito Nazionalista alle elezioni del 1950 e elezioni del 1951, poi da Sinn Féin alle elezioni del 1955; il deputato di Sinn Féin, tuttavia, non occupò mai il suo seggio parlamentare e per via di una petizione basata su una condanna per l'Esercito Repubblicano Irlandese (IRA) che lo aveva reso ineleggibile, alle successive elezioni suppletive il seggio fu conquistato dal Partito Unionista dell'Ulster (UUP).
Con una elezione suppletiva nel 1969, il seggio fu conquistato da Bernadette Devlin che si candidò come nazionalista socialista indipendente di "Unità", e cercò di unificare gli elettori nazionalisti dietro a un singolo candidato. All'età di 21 anni, Devlin divenne la persona più giovane mai eletta alla Camera dei comuni nell'era del suffragio universale. Quell'anno, alle elezioni suppletive, votò il 91,5% degli aventi diritto, un record assoluto per una elezione suppletiva.
Bernadette Devlin tenne il proprio seggio alle elezioni del 1970 ma generò controversie quando diede alla luce un figlio non essendo sposata, oltre che per il suo fiero anticlericalismo. Il Partito Social Democratico e Laburista (SDLP) si candidò contro di lei alle elezioni del febbraio 1974, e il voto nazionalista venne disperso, permettendo a John Dunlop del Partito Progressista Unionista di Avanguardia di vincere con il sostegno di UUP e del Partito Unionista Democratico (DUP).
Dunlop rappresentò il collegio per nove anni, anche se nel 1975 fece parte di una grande sezione di Vanguard che si staccò per costituire il Partito Unionista dell'Ulster Unito (UUUP); conquistò ancora il seggio alle elezioni del 1979, ma solo grazie ad un'alleanza unionista. Dunlop, pur candidandosi, non ebbe un buon risultato alle elezioni per l'Assemblea dell'Irlanda del Nord nel 1982, ottenendo solo il 2,8% dei voti; nel 1983 non si ricandidò alle elezioni e l'anno successivo il UUUP si sciolse.
Le elezioni del 1983 videro un'aspra sfida tra UUP, DUP, SDLP e Sinn Féin, che erano tutti forti. Il vincitore fu William McCrea del DUP, con una maggioranza di soli 78 voti su Sinn Féin; UUP non si candidò nel seggio fino alle elezioni del 2005.
A seguito delle modifiche di estensione del collegio, McCrea si candidò nel Mid Ulster alle elezioni del 1997, ma in quel periodo Sinn Féin era visto come il probabile partito che avrebbe sconfitto gli unionisti, quindi riuscì ad attrarre il voto del SDLP e fece eleggere il suo Martin McGuinness, che vinse anche le elezioni del 2001, del 2005 e del 2010. Alle elezioni del 2001, Mid Ulster ebbe la più alta affluenza di tutti i collegi del Regno Unito.
L'11 giugno 2012 McGuinness annunciò la sua intenzione di ritirarsi dalla Camera dei comuni per concentrarsi sulla sua posizione di Vice Primo Ministro dell'Irlanda del Nord, anche per evitare il cosiddetto "doppio lavoro" con il quale i membri dell'Assemblea dell'Irlanda del Nord erano anche consiglieri locali o deputati. Questo portò ad una elezione suppletiva nel 2013. Il 30 dicembre 2012 Martin McGuinness annunciò le formali dimissioni da Westminster con effetto immediato. Francie Molloy di Sinn Féin vinse le elezioni suppletive nel marzo 2013.

## Membri del parlamento
| Elezione | Elezione                    | Deputato                     | Partito                   |
| -------- | --------------------------- | ---------------------------- | ------------------------- |
|          | 1950                        | Anthony Mulvey               | Indipendente Repubblicano |
| 1951     | Michael O'Neill             |                              | Indipendente Repubblicano |
|          | 1955                        | Tom Mitchell                 | Sinn Féin                 |
|          | 1956 (S)                    | Charles Beattie              | Unionista dell'Ulster     |
|          | 1956 (S)                    | George Forrest               | Indipendente Unionista    |
|          | 1957                        | George Forrest               | Unionista dell'Ulster     |
|          | 1969 (S)                    | Bernadette Devlin            | Unità                     |
|          | 1970                        | Bernadette Devlin            | Indipendente Socialista   |
|          | Feb 1974                    | John Dunlop                  | Vanguard                  |
| 1975     | Unionista dell'Ulster Unito | John Dunlop                  |                           |
|          | 1983                        | Robert Thomas William McCrea | Democratico Unionista     |
|          | 1997                        | Martin McGuinness            | Sinn Féin                 |
| 2013 (S) | Francie Molloy              |                              | Sinn Féin                 |
| 2024     | Cathal Mallaghan            |                              | Sinn Féin                 |

## Risultati elettorali

### Elezioni negli anni 2020
| Partito                    | Partito                                | Candidato                  | Risultati 4 luglio 2024 | Risultati 4 luglio 2024 |
| Partito                    | Partito                                | Candidato                  | Voti                    | %                       |
| -------------------------- | -------------------------------------- | -------------------------- | ----------------------- | ----------------------- |
|                            | Sinn Féin                              | Cathal Mallaghan           | 24 085                  | 53,00                   |
|                            | DUP                                    | Keith Buchanan             | 9 162                   | 20,16                   |
|                            | SDLP                                   | Denise Johnston            | 3 722                   | 8,19                    |
|                            | TUV                                    | Glenn Moore                | 2 978                   | 6,55                    |
|                            | UUP                                    | Jay Basra                  | 2 269                   | 4,99                    |
|                            | Alleanza                               | Padraic Farrell            | 2 001                   | 4,40                    |
|                            | Aontù                                  | Alixandra Halliday         | 1 047                   | 2,30                    |
|                            | Indipendente                           | John Kelly                 | 181                     | 0,40                    |
|                            |                                        |                            |                         |                         |
| Iscritti                   | Iscritti                               | Iscritti                   | 74 000                  | 100,00                  |
| ↳ Votanti (% su iscritti)  | ↳ Votanti (% su iscritti)              | ↳ Votanti (% su iscritti)  | 45 445                  | 61,41                   |
| ↳ Astenuti (% su iscritti) | ↳ Astenuti (% su iscritti)             | ↳ Astenuti (% su iscritti) | 28 555                  | 38,59                   |
|                            |                                        |                            |                         |                         |
|                            | Esito: collegio confermato a Sinn Féin |                            |                         |                         |

### Elezioni negli anni 2010
| Partito                    | Partito                                | Candidato                  | Risultati 12 dicembre 2019 | Risultati 12 dicembre 2019 |
| Partito                    | Partito                                | Candidato                  | Voti                       | %                          |
| -------------------------- | -------------------------------------- | -------------------------- | -------------------------- | -------------------------- |
|                            | Sinn Féin                              | Francie Molloy             | 20 473                     | 45,88                      |
|                            | DUP                                    | Keith Buchanan             | 10 936                     | 24,51                      |
|                            | SDLP                                   | Denise Johnston            | 6 384                      | 14,31                      |
|                            | Alleanza                               | Mel Boyle                  | 3 526                      | 7,90                       |
|                            | UUP                                    | Neil Richardson            | 2 611                      | 5,85                       |
|                            | Indipendente                           | Conor Rafferty             | 690                        | 1,55                       |
|                            |                                        |                            |                            |                            |
| Iscritti                   | Iscritti                               | Iscritti                   | 70 490                     | 100,00                     |
| ↳ Votanti (% su iscritti)  | ↳ Votanti (% su iscritti)              | ↳ Votanti (% su iscritti)  | 44 620                     | 63,30                      |
| ↳ Astenuti (% su iscritti) | ↳ Astenuti (% su iscritti)             | ↳ Astenuti (% su iscritti) | 25 870                     | 36,70                      |
|                            |                                        |                            |                            |                            |
|                            | Esito: collegio confermato a Sinn Féin |                            |                            |                            |

| Partito                    | Partito                                | Candidato                  | Risultati 8 giugno 2017 | Risultati 8 giugno 2017 |
| Partito                    | Partito                                | Candidato                  | Voti                    | %                       |
| -------------------------- | -------------------------------------- | -------------------------- | ----------------------- | ----------------------- |
|                            | Sinn Féin                              | Francie Molloy             | 25 455                  | 54,51                   |
|                            | DUP                                    | Keith Buchanan             | 12 565                  | 26,91                   |
|                            | SDLP                                   | Malachy Quinn              | 4 563                   | 9,77                    |
|                            | UUP                                    | Mark Glasgow               | 3 017                   | 6,46                    |
|                            | Alleanza                               | Fay Watson                 | 1 094                   | 2,34                    |
|                            |                                        |                            |                         |                         |
| Iscritti                   | Iscritti                               | Iscritti                   | 68 466                  | 100,00                  |
| ↳ Votanti (% su iscritti)  | ↳ Votanti (% su iscritti)              | ↳ Votanti (% su iscritti)  | 46 694                  | 68,20                   |
| ↳ Astenuti (% su iscritti) | ↳ Astenuti (% su iscritti)             | ↳ Astenuti (% su iscritti) | 21 772                  | 31,80                   |
|                            |                                        |                            |                         |                         |
|                            | Esito: collegio confermato a Sinn Féin |                            |                         |                         |

| Partito                    | Partito                                | Candidato                  | Risultati 7 maggio 2015 | Risultati 7 maggio 2015 |
| Partito                    | Partito                                | Candidato                  | Voti                    | %                       |
| -------------------------- | -------------------------------------- | -------------------------- | ----------------------- | ----------------------- |
|                            | Sinn Féin                              | Francie Molloy             | 19 935                  | 48,71                   |
|                            | UUP                                    | Sandra Overend             | 6 318                   | 15,44                   |
|                            | DUP                                    | Ian McCrea                 | 5 465                   | 13,35                   |
|                            | SDLP                                   | Malachy Quinn              | 5 055                   | 12,35                   |
|                            | TUV                                    | Gareth Ferguson            | 1 892                   | 4,62                    |
|                            | UKIP                                   | Alan Day                   | 863                     | 2,11                    |
|                            | Alleanza                               | Eric Bullick               | 778                     | 1,90                    |
|                            | Lavoratori                             | Hugh Scullion              | 496                     | 1,21                    |
|                            | Conservatori                           | Lucille Nicholson          | 120                     | 0,29                    |
|                            |                                        |                            |                         |                         |
| Iscritti                   | Iscritti                               | Iscritti                   | 67 864                  | 100,00                  |
| ↳ Votanti (% su iscritti)  | ↳ Votanti (% su iscritti)              | ↳ Votanti (% su iscritti)  | 40 922                  | 60,30                   |
| ↳ Astenuti (% su iscritti) | ↳ Astenuti (% su iscritti)             | ↳ Astenuti (% su iscritti) | 26 942                  | 39,70                   |
|                            |                                        |                            |                         |                         |
|                            | Esito: collegio confermato a Sinn Féin |                            |                         |                         |

| Partito                    | Partito                                | Candidato                  | Risultati 7 marzo 2013 | Risultati 7 marzo 2013 |
| Partito                    | Partito                                | Candidato                  | Voti                   | %                      |
| -------------------------- | -------------------------------------- | -------------------------- | ---------------------- | ---------------------- |
|                            | Sinn Féin                              | Francie Molloy             | 17 462                 | 46,93                  |
|                            | Indipendente                           | Nigel Lutton               | 12 781                 | 34,35                  |
|                            | SDLP                                   | Patsy McGlone              | 6 478                  | 17,41                  |
|                            | Alleanza                               | Eric Bullick               | 487                    | 1,31                   |
|                            |                                        |                            |                        |                        |
| Iscritti                   | Iscritti                               | Iscritti                   | 66 800                 | 100,00                 |
| ↳ Votanti (% su iscritti)  | ↳ Votanti (% su iscritti)              | ↳ Votanti (% su iscritti)  | 37 208                 | 55,70                  |
| ↳ Astenuti (% su iscritti) | ↳ Astenuti (% su iscritti)             | ↳ Astenuti (% su iscritti) | 29 592                 | 44,30                  |
|                            |                                        |                            |                        |                        |
|                            | Esito: collegio confermato a Sinn Féin |                            |                        |                        |

| Partito                    | Partito                                | Candidato                  | Risultati 6 maggio 2010 | Risultati 6 maggio 2010 |
| Partito                    | Partito                                | Candidato                  | Voti                    | %                       |
| -------------------------- | -------------------------------------- | -------------------------- | ----------------------- | ----------------------- |
|                            | Sinn Féin                              | Martin McGuinness          | 21 239                  | 52,00                   |
|                            | DUP                                    | Ian McCrea                 | 5 876                   | 14,39                   |
|                            | SDLP                                   | Tony Quinn                 | 5 826                   | 14,26                   |
|                            | UCU-NF                                 | Sandra Overend             | 4 509                   | 11,04                   |
|                            | TUV                                    | Walter Millar              | 2 995                   | 7,33                    |
|                            | Alleanza                               | Ian Butler                 | 397                     | 0,97                    |
|                            |                                        |                            |                         |                         |
| Iscritti                   | Iscritti                               | Iscritti                   | 64 623                  | 100,00                  |
| ↳ Votanti (% su iscritti)  | ↳ Votanti (% su iscritti)              | ↳ Votanti (% su iscritti)  | 40 842                  | 63,20                   |
| ↳ Astenuti (% su iscritti) | ↳ Astenuti (% su iscritti)             | ↳ Astenuti (% su iscritti) | 23 781                  | 36,80                   |
|                            |                                        |                            |                         |                         |
|                            | Esito: collegio confermato a Sinn Féin |                            |                         |                         |

### Elezioni negli anni 2000
| Partito                    | Partito                                | Candidato                  | Risultati 5 maggio 2005 | Risultati 5 maggio 2005 |
| Partito                    | Partito                                | Candidato                  | Voti                    | %                       |
| -------------------------- | -------------------------------------- | -------------------------- | ----------------------- | ----------------------- |
|                            | Sinn Féin                              | Martin McGuinness          | 21 641                  | 47,64                   |
|                            | DUP                                    | Ian McCrea                 | 10 665                  | 23,48                   |
|                            | SDLP                                   | Patsy McGlone              | 7 922                   | 17,44                   |
|                            | UUP                                    | Billy Armstrong            | 4 853                   | 10,68                   |
|                            | Partito dei Lavoratori                 | Francis Donnelly           | 345                     | 0,76                    |
|                            |                                        |                            |                         |                         |
| Iscritti                   | Iscritti                               | Iscritti                   | 62 057                  | 100,00                  |
| ↳ Votanti (% su iscritti)  | ↳ Votanti (% su iscritti)              | ↳ Votanti (% su iscritti)  | 45 426                  | 73,20                   |
| ↳ Astenuti (% su iscritti) | ↳ Astenuti (% su iscritti)             | ↳ Astenuti (% su iscritti) | 16 631                  | 26,80                   |
|                            |                                        |                            |                         |                         |
|                            | Esito: collegio confermato a Sinn Féin |                            |                         |                         |

| Partito                    | Partito                                | Candidato                  | Risultati 7 giugno 2001 | Risultati 7 giugno 2001 |
| Partito                    | Partito                                | Candidato                  | Voti                    | %                       |
| -------------------------- | -------------------------------------- | -------------------------- | ----------------------- | ----------------------- |
|                            | Sinn Féin                              | Martin McGuinness          | 25 502                  | 51,07                   |
|                            | DUP                                    | Ian McCrea                 | 15 549                  | 31,14                   |
|                            | SDLP                                   | Eilish Haughey             | 8 376                   | 16,77                   |
|                            | Partito dei Lavoratori                 | Francie Donnelly           | 509                     | 1,02                    |
|                            |                                        |                            |                         |                         |
| Iscritti                   | Iscritti                               | Iscritti                   | 61 421                  | 100,00                  |
| ↳ Votanti (% su iscritti)  | ↳ Votanti (% su iscritti)              | ↳ Votanti (% su iscritti)  | 49 936                  | 81,30                   |
| ↳ Astenuti (% su iscritti) | ↳ Astenuti (% su iscritti)             | ↳ Astenuti (% su iscritti) | 11 485                  | 18,70                   |
|                            |                                        |                            |                         |                         |
|                            | Esito: collegio confermato a Sinn Féin |                            |                         |                         |

## Risultati dei referendum
|                  | Collegio    | Lasciare UE % | Rimanere in UE % |
| ---------------- | ----------- | ------------- | ---------------- |
|                  | Mid Ulster  | 39,60%        | 60,40%           |
| Irlanda del Nord | 44,22%      | 55,78%        |                  |
|                  | Regno Unito | 51,89%        | 48,11%           |